# Стефан Кондостефан (брат на Исак Кондостефан)
Стефан Кондостефан (на гръцки: Στέφανος Κοντοστέφανος) е византийски аристократ и флотски офицер от времето на император Алексий I Комнин, брат на византийския велик дука Исак Кондостефан.
Сведенията за живота и военната кариера на Стефан Кондостефан са изключително оскъдни. За първи път за него се споменава през 1094 г., когато той е посочен сред присъстващите на влахернския синод, осъдил в ерес епископ Лъв Халкедонски. В регистрите на събитието Стефан е споменат с титлата протонивилисим веднага след брат си Исак.
Предполага се, че известно време Стефан Кондостефан, подобно на брат си, е заемал офицерски чин във флота по време на войната срещу норманите от 1107 – 1108 г., но офицерският му ранг остава неизвестен. В своята Алексиада Анна Комнина споменава, че по това време Стефан Кондостефан е заедно с брат си Исак, който е натоварен с охраната на Пролива на лангобардите, опитвайки се да предотврати дебаркирането на норманите на Боемунд в Илирк. В едно писмо до император Алексий I Комнин от 1108 г. флотският командир Ландулф обвинява Стефан, брат му Исак и колегата им Александър Евфорвин, че проявяват небрежност при проследяването на пътя на норманските конвои, с което са неглежирали защитата на Проливиа на лангобардите. Това е и единственото споменаване на Стефан Кондостефан във връзка с военните действия на империята срещу норманите.